# Assassinats a Berry

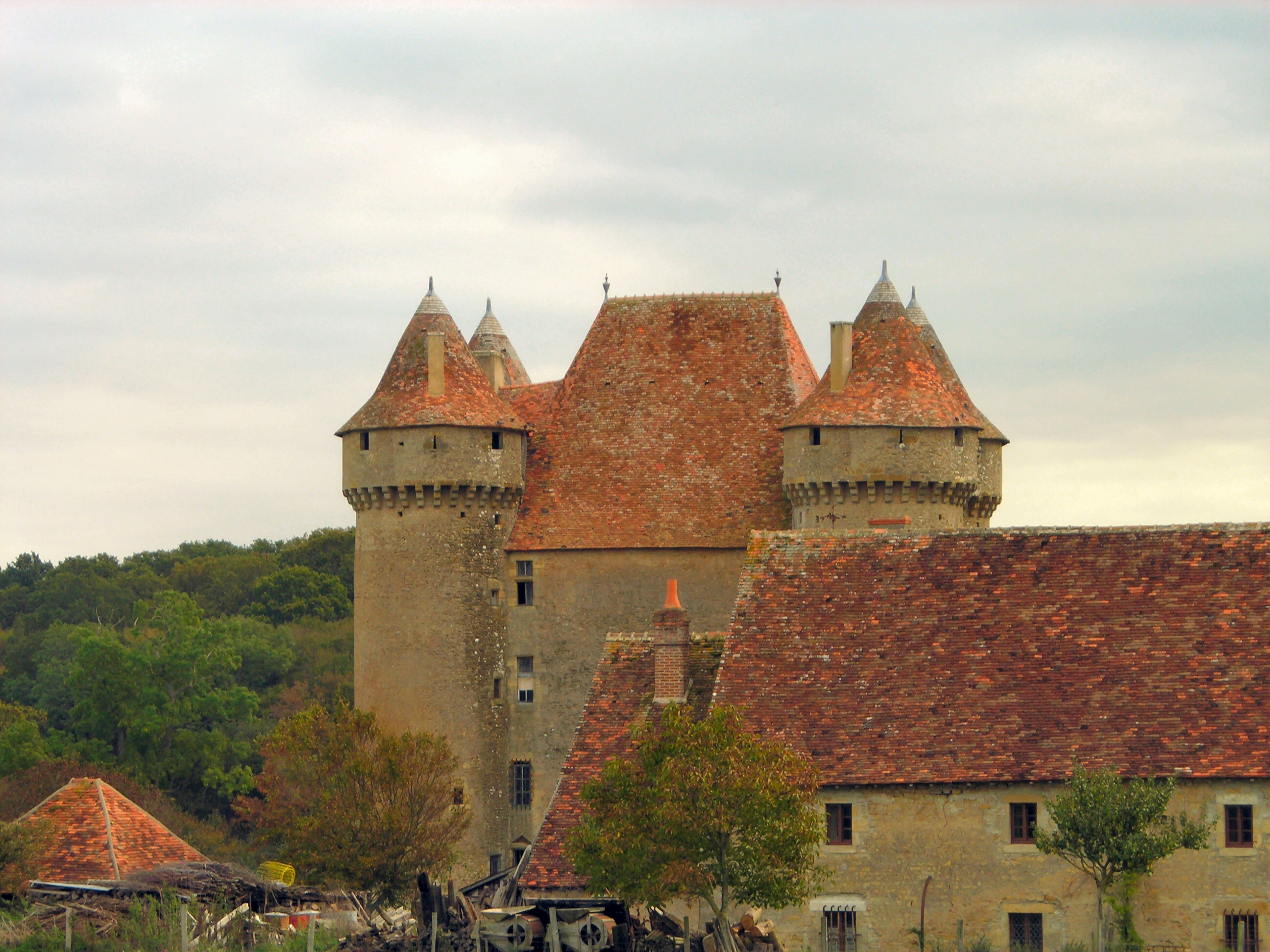
El castell de Sarzay, un dels llocs del rodatge.

Assassinats a Berry o Assassinat a Berry (títol original en francès, Meurtres en Berry) és un telefilm francès escrit per Natascha Cucheval i Iris Ducorps i dirigit per Floriane Crépin el 2020. Forma part de la col·lecció Assassinats a.... Es va emetre per primera vegada a Bèlgica el 31 de gener de 2021 a La Une, a Suïssa el 26 de febrer al canal RTS Un i a França el 28 d'agost del mateix any a France 3. S'ha doblat al valencià per a À Punt amb el títol d'Assassinat a Berry, i al català central per a TV3 amb el nom d'Assassinats a Berry.

## Repartiment
- Aurélien Wiik: Basile Tissier
- Fauve Hautot: Solène Durel
- David Mora: Stéphane Beaumont
- Boris Terral: Antoine Noiret
- Julie-Anne Roth: Aline Mercier
- Clarisse Lhoni-Botte: Anne Fauvel
- Bérangère Mc Neese: Isabelle Servin
- Niseema: Delphine Tissier
- Noémie Zeitoun: Noémie Vasserot
- Arthur Verret: Cédric Perrec
- Martin Pautard: Yvan Mercier
- Virgile Sicard: Lucas Servin
- François Bureloup: Claire Berrero
- Viggo Ferreira-Redier: Pierre Noiret
- Philippe Lebas: Guy Leroy
- Christine Joly: Christiane Leroy
- Adèle Parlange: Louane Mercier
- Jeanne Parisot: Emma Tissier